# Symbole europejskie

Flaga europejska

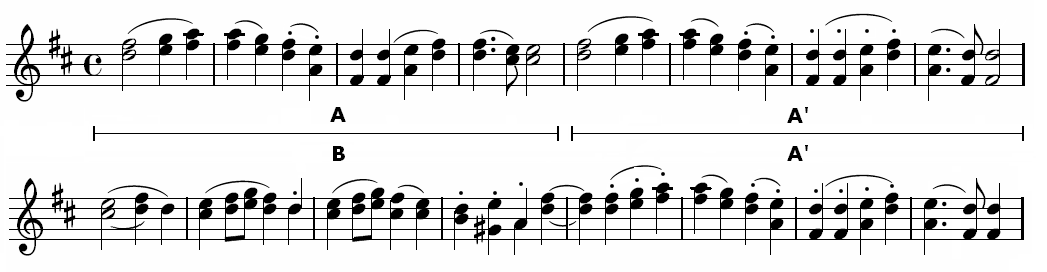
Oda do radości

Symbole europejskie – symbole podkreślające wspólną tożsamość europejską i będące politycznymi znakami rozpoznawczymi kontynentu europejskiego. W większości zostały ustanowione pierwotnie przez Radę Europy a później przyjęte także przez Wspólnoty europejskie i w konsekwencji – przez Unię Europejską.
Do symboli Unii Europejskiej należą:
- flaga europejska – dwanaście nieodwracalnych złotych gwiazd rozłożonych w okręgu na lazurowym tle
- hymn Europy – Oda do radości: finałowa kantata z IX Symfonii Ludwiga van Beethovena
- Dzień Europy – 9 maja
- motto – Zjednoczeni w różnorodności
- waluta – euro